# Billbergia
Genre
Classification phylogénétique
Billbergia est un genre de plante de la famille des Bromeliaceae regroupant environ 65 espèces de plantes dont la plupart sont épiphytes.
Il est originaire des régions tropicales d'Amérique depuis le Mexique jusqu'à l'Amérique du Sud mais la grande majorité est endémique du Brésil.
Son nom rend hommage au botaniste suédois Gustav Johan Billberg.

## Synonymes
- Anacyclia Hoffmanns. (1833).
- Eucallias Raf. (1838).
- Jonghea Lem. (1852).
- Cremobotrys Beer (1854).
- Helicodea Lem. (1864).
- Pseudaechmea L.B.Sm. & Read (1982).

## Liste d'espèces
Selon ITIS :
- Billbergia pyramidalis (Sims) Lindl.

### Autres
- Billbergia acreana H. Luther
- Billbergia alfonsi-joannis Reitz
- Billbergia amandae W.Weber
- Billbergia ambigua (L.B.Sm. & Read) Betancur & N.R.Salinas
- Billbergia amoena (Loddiges) Lindley
- Billbergia brachysiphon L.B. Smith
- Billbergia bradeana L.B. Smith
- Billbergia brasiliensis L.B. Smith
- Billbergia buchholtzii Mez
- Billbergia cardenasii L.B. Smith
- Billbergia castelensis E. Pereira
- Billbergia chlorantha L.B. Smith
- Billbergia chlorostica Saunders
- Billbergia ×claudioi Leme
- Billbergia cylindrostachya Mez
- Billbergia dasilvae Leme
- Billbergia decora Poeppig & Endlicher
- Billbergia distachya (Vellozo) Mez
- Billbergia domingosmartinsis E.Gross
- Billbergia elegans Martius ex Schultes f.
- Billbergia eloiseae L.B. Smith & R.W. Read
- Billbergia euphemiae E. Morren
- Billbergia formosa Ule
- Billbergia horrida Regel
- Billbergia incarnata (Ruiz & Pavón) Schultes f.
- Billbergia iridifolia (Nees & Martius) Lindley
- Billbergia issingiana T. Krömer & E. Gross
- Billbergia jandebrabanderi R. Vásquez & Ibisch
- Billbergia kautskyana E. Pereira
- Billbergia kuhlmannii L.B. Smith
- Billbergia laxiflora L.B. Smith
- Billbergia leptopoda L.B. Smith
- Billbergia lietzei E. Morren
- Billbergia lymanii E. Pereira & Leme
- Billbergia macracantha E. Pereira
- Billbergia macrocalyx Hooker
- Billbergia macrolepis L.B. Smith
- Billbergia magnifica Mez
- Billbergia manarae Steyermark
- Billbergia meyeri Mez
- Billbergia microlepis L.B. Smith
- Billbergia minarum L.B. Smith
- Billbergia morelii Brongniart
- Billbergia nana E. Pereira
- Billbergia nutans H. Wendland ex Regel
- Billbergia oxysepala Mez
- Billbergia pallidiflora Liebmann
- Billbergia pohliana Mez
- Billbergia porteana Brongniart ex Beer
- Billbergia pyramidalis (Sims) Lindley
- Billbergia reichardtii Wawra
- Billbergia robert-readii E. Gross & Rauh
- Billbergia rosea Beer
- Billbergia rubicunda Mez
- Billbergia rupestris L.B. Smith
- Billbergia sanderiana E. Morren
- Billbergia seidelii L.B. Smith & Reitz
- Billbergia stenopetala Harms
- Billbergia tessmannii Harms
- Billbergia tweedieana Baker
- Billbergia velascana M. Cardenas
- Billbergia violacea Beer
- Billbergia viridiflora H. Wendland
- Billbergia vittata Brongniart
- Billbergia zebrina (Herbert) Lindley

## Galerie

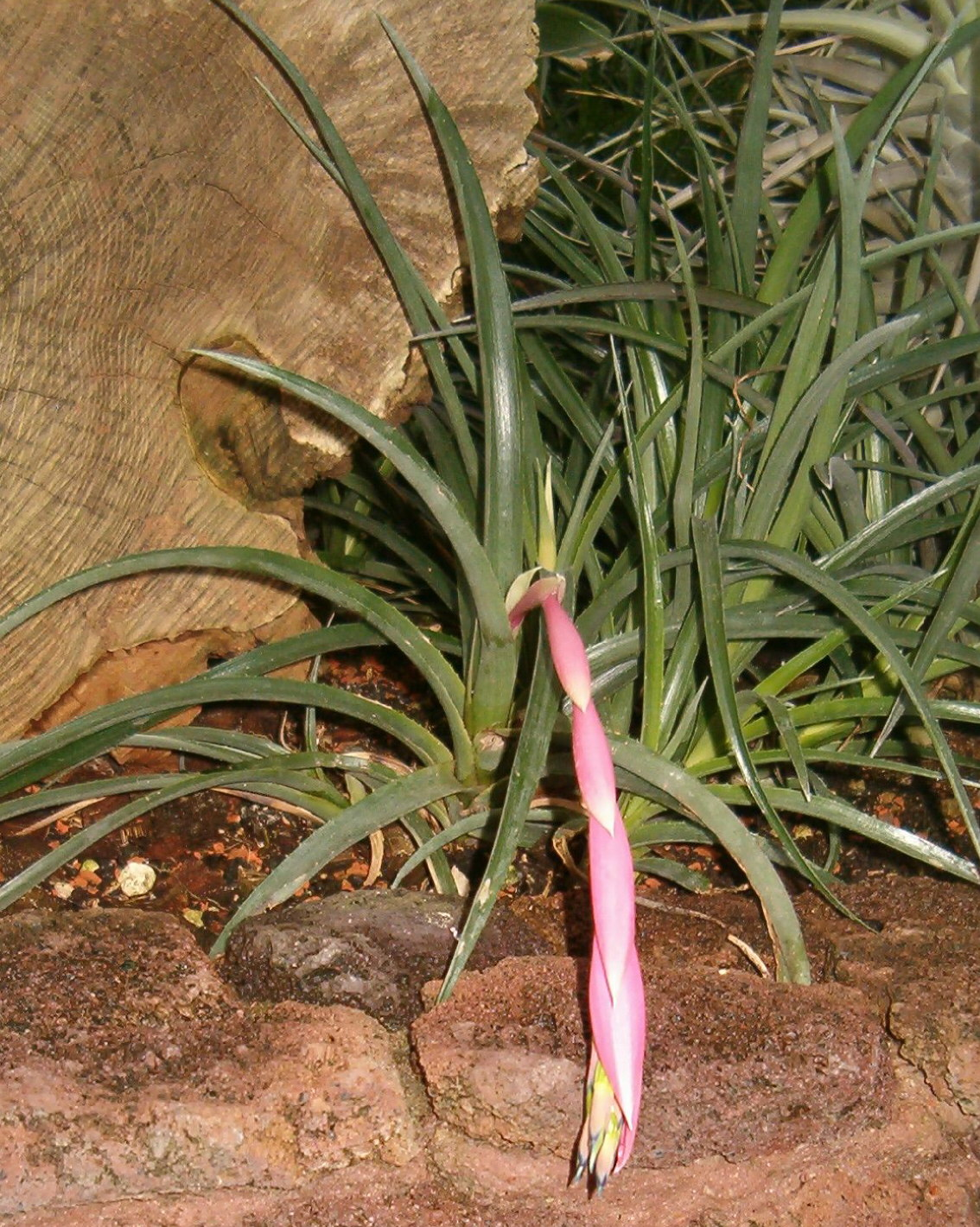
Billbergia nutans
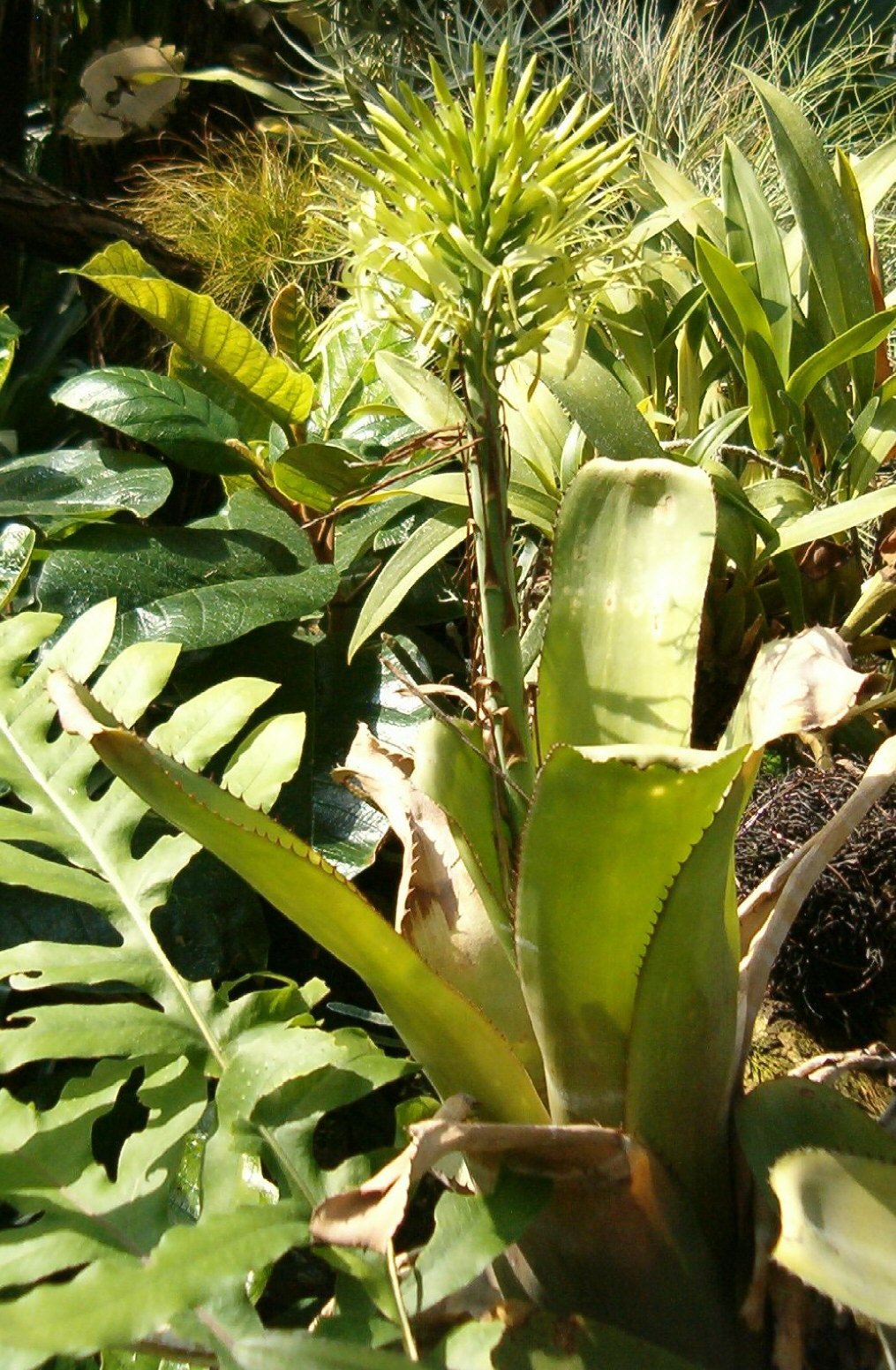
Billbergia horrida
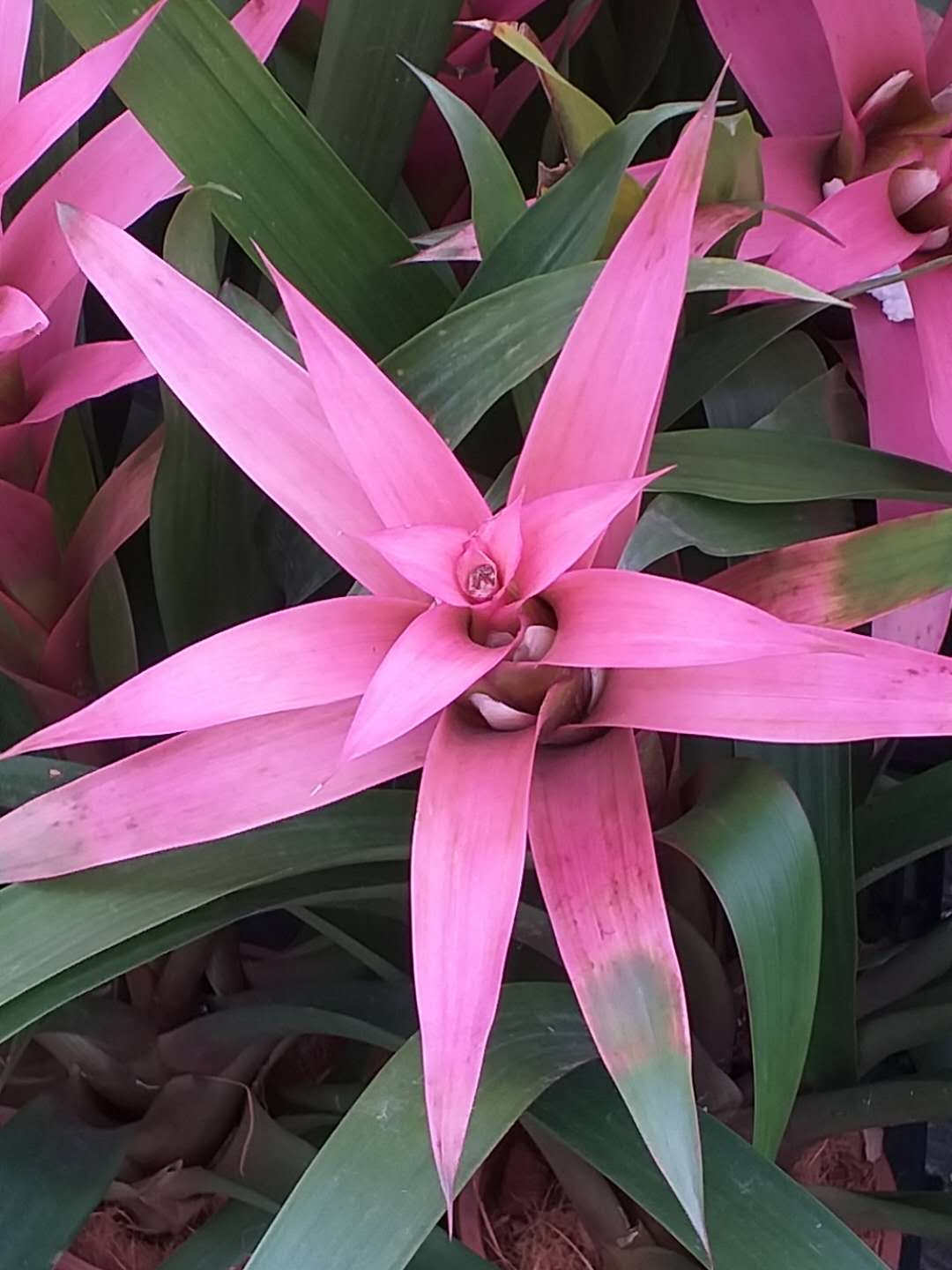
Billbergia pyramidalis
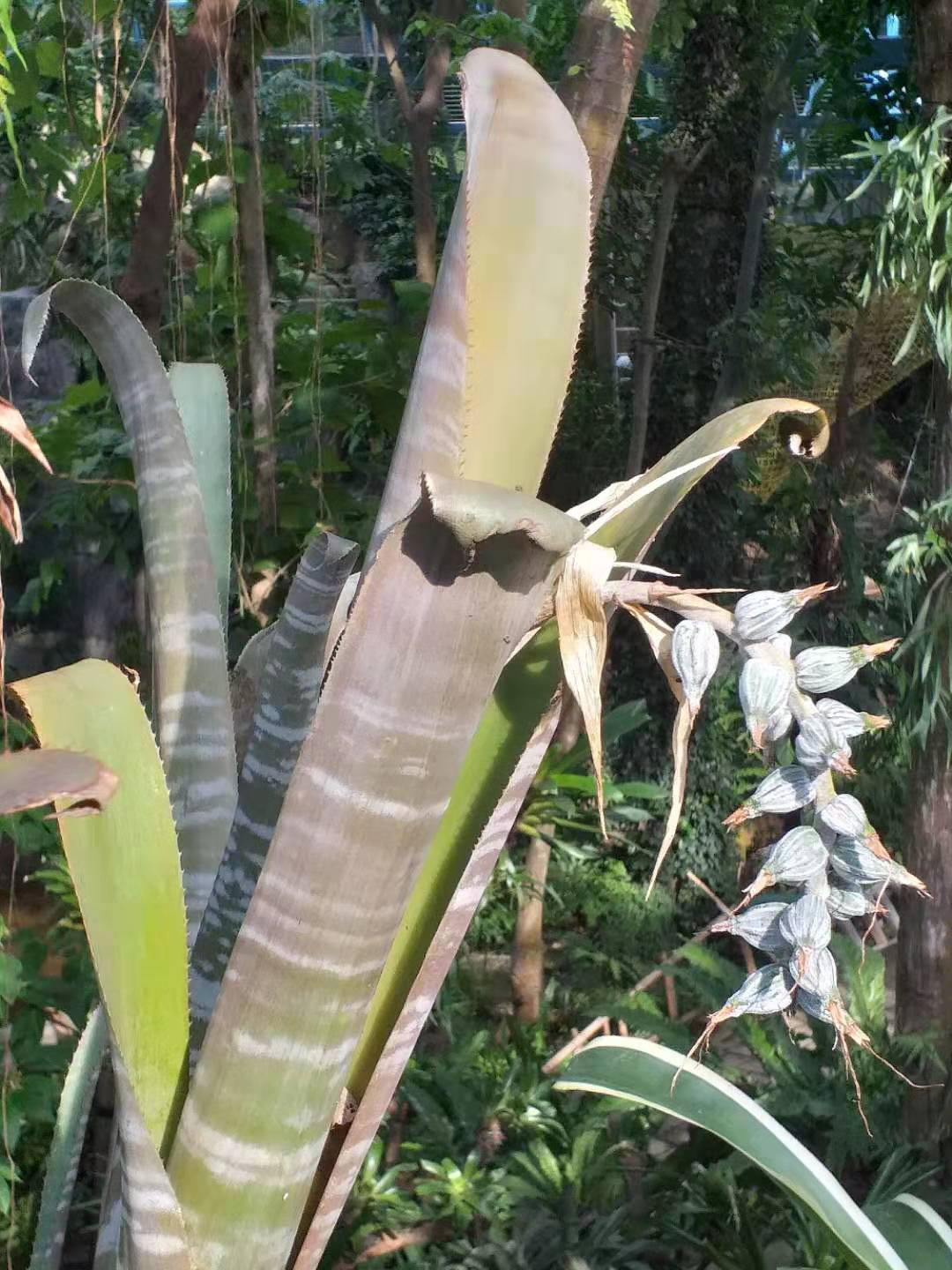
Billbergia vittata Brongniart